# Rest Now, Weary Head! You Will Get Well Soon
Pour les articles homonymes, voir Get Well Soon.
Rest Now! Weary Head, You Will Get Well Soon est le premier album de Get Well Soon.

Cinq des titres ont déjà été publiés sur des précédents EP, il comprend aussi une reprise lounge du célèbre hymne Born Slippy de Underworld, rendu connu grâce au film Trainspotting.

## Liste des titres
1. Prelude
2. You/Aurora/You/Seaside (déjà présent sur All That Keeps Us From Giving In)
3. Christmas in Adventure Parks (déjà présent sur My Tiny Christmas Tragedy)
4. People Magazine Front Cover (déjà présent sur All That Keeps Us From Giving In)
5. If This Hat Is Missing I Have Gone Hunting (déjà présent sur All That Keeps Us From Giving In)
6. Help to Prevent Forest-Fires
7. I Sold My Hands for Food So Please Feed Me
8. We Are Safe Inside While They Burn Down Our House (déjà présent sur All That Keeps Us From Giving In)
9. Born Slippy Nuxx (reprise de Underworld)
10. Your Endless Dream
11. Witches! Witches! Rest Now in the Fire
12. Ticktack! Goes My Automatic Heart
13. Lost in the Mountains (Of the Heart)
14. Coda

## Classements
| Meilleur Classement | Meilleur Classement | Meilleur Classement | Meilleur Classement | Meilleur Classement | Meilleur Classement |
| Allemagne           | Autriche            | Suisse              | Angleterre          | Irlande             | France              |
| 28                  | 68                  | 99                  | ?                   | ?                   | 92                  |
| ------------------- | ------------------- | ------------------- | ------------------- | ------------------- | ------------------- |